# Marge Piercy
Marge Piercy, född 31 mars 1936, är en amerikansk poet, författare, och aktivist. Hennes mest sålda verk är Gone to Soldiers, en historisk roman som utspelar sig under andra världskriget.

## Svenska översättningar
(Översatta av Annika Preis, om ej annat anges)
- Kvinna vid tidens rand (Woman on the edge of time) (översättning Hilja-Katarina Wallin, Forum, 1982)
- Vida (Vida) (Forum, 1983)
- Väninnor (Braided lives) (Forum, 1984)
- Flyg hem och du skall finna (Fly away home) (Forum, 1986)
- Den långa natten (Gone to soldiers) (Forum, 1989)